# Jon Lomberg
Jon Lomberg (n. 1948) é um artista espacial e jornalista científico estadunidense. Ele foi o principal colaborador artístico de Carl Sagan em mais de vinte anos de projetos (incluindo o mais famoso de todos, a série Cosmos), de 1972 até a morte de Sagan, em 1996. Em 1998, a União Astronômica Internacional nomeou oficialmente um asteróide de "Lomberg" em reconhecimento as suas contribuições para com a divulgação científica.